# محمد أحمد حسن فقيه
محمد أحمد حسن فقيه شاعر وكاتب وقاص يمني من مواليد 1979 في مدينة الحسينية محافظة الحديدة نشأ في الحسينية ودرس فيها .

## الإصدارات والمؤلفات
- صدر له ديوان «هجير» في طبعته الأولى عن الأمانة العامة لجوائز رئيس الجمهورية باليمن 2009م والطبعة الثانية عن مركز عبادي للطباعة والنشر في عام 2009م
له عدد من الدواوين والمؤلفات الأخرى تحت الطبع ومخطوطة .
له العديد من المشاركات والمساهمات الأدبية والثقافية على مستوى اليمن والوطن العربي .

## من اشعاره

### كانوا هنا
كانوا هنا حيث كان الخِصْبُ والمطرُ
ثم انثنَوا، وشذى الأشواقِ ينتشرُ
كانوا هنا نبضَ قلبٍ ضمَّ عاشقَهُ
ثم انتحى يشرح النجوى ويختصرُ
كانوا إلى سدرةِ الجوزاء ألويةً
يحدِّثُ الدهرَ عنها الشمسُ والقمرُ
وطـوَّفوا في بلادِ الله قاطبةً
(وألحفوا الأرض من أطرافِ ما ائتزروا)
وساوروا الليل في مسرى عزائمهم
فأشرقوا والضحى يندى وينهمرُ
خاضوا البحارَ بحاراً في تموُّجها
وطاولوا قمماً ما نالها البشرُ
هفوا إلى شاطئ (الأطلنط) في لَهَفٍ
والموجُ يستشرفُ الآتي ويعتذرُ
(لو خلف هذا) ودوَّى الصوتُ منهمراً
في ساحةِ المجدِ يستعلي ويزدهرُ
وأشرف الفجرُ من علياءِ غُـرَّته:
يا أُفْقُ ماذا هنا؟ يا نجمُ ما الخبرُ؟
هنا تماهوا كأزهارِ الربيع هُمُوا
كالغيثِ يستنهض الغبرا ويعتصرُ
وجوهروا الرملَ أمجاداً وأزمنةً
واستسهلوا الصعبَ حتى أورق الحجرُ
كانوا هنا وذوى صوتي وحاصرني
في غصة البوح هذا الجرحُ والسهرُ
والقوم حولي خمولٌ لا حدودَ لهُ
أغواهم اللهو والتسمين والخدرُ
نظرتُ حولي وقد خارت عزائمهم
وزادني ما أعاني العجزُ والضجرُ
نظرتُ حولي وغاب الوعي منشطراً
وليس فكرٌ ولا سمعٌ ولا بصرُ
لكنه القلبُ في الحالين يخبرني
أن ليس في ساحتي (سعدٌ) ولا (عُمَرُ)
والبحرُ خلفي هديرٌ ليس يحجزُهُ
إلا الرمالُ يُناغيها وينحسرُ
هتفتُ يا قوم هُبُّوا دونما كَسَلٍ
من يرهبِ الموتَ لا يُقضى له وَطَرُ
خوضوا المنايا كما قد خاضها نفرٌ
للهِ ما جـاهدوا، للهِ ما نـذروا
صَبْوا الدماءَ على أعدائهم حمماً 
وسَورةُ الموتِ تسترعي وتدخرُ
ويبذرون بقلبِ الأرضِ سنبلةً 
تباغت الفجرَ في ميعادها النُّذرُ
هُبُوا، وذابَ الهوى المبحوح في شفتي
ووقدةُ الحزنِ في الأضلاعِ تستعرُ
إلى غدٍ، وهَمَى دمعي إلى أملٍ
ورهبةُ الصمتِ في الأجواءِ تنفجرُ

### منافي الريح
منافي الريح 
رسالة إلى أبي فراس الحمداني : 
أنا في منافي الريح..
يحملني الصليلُ فلا أراكْ..!!
وأعودُ أحملُ سيفي المكسور..
في صدري..
وفي عينيي غبارُ سنابكِ الأعداء..
تطحنني المسافةُ..
والمسافةُ لم تزل حبلى بها الراياتُ..
معركةٌ ستخوضها أخرى..
فلا تحلم بغير جماجم الأمواتِ..
غير تناثر الأشلاءْ..
يا أنتَ...
تاريخاً من اللأواءِ..
أزماناً تغادرك المدينة وحدها..
ما عدتَ مأوى الحادثات..
ولم تعد سلوىً لمن..
خطفَ المكان ولن يعود..
يا أنتَ..
تستلقي قصاصاتٌ من التاريخ..
حول سرير نومكَ..
والجميعُ هناك..
يرقبُ ما تريد...
الليل ممتدٌ على الساحاتِ..
يعبثُ بالرؤى..
والحلمُ يهتف لا مزيد..
لا أفقَ يبدو..
فاستتر بعباءة التاريخِ..
دثر رعِـدةَ اللقيا..
ولملم من جراحكَ..
ما تبقى من عيون الروم..
فالدروبُ لها أزيزٌ..
والمنافي لا تخونْ..
الليلُ ممتدٌ على الساحاتِ..
فاقرأ من ختام المسكِ..
كلا..لا فرار..
وأغرس بكل قواكَ سيفاً في المدى الأبدي..
صوتاً من صليل..!!

## الجوائز
حصد العديد من الجوائز على مستوى اليمن والوطن العربي في مجال الشعر منها :
- جائزة رئيس الجمهورية اليمنية للشعر على مستوى الجمهورية للعام 2007 م
- جائزة مجلة مساء السعودية (آفاق صورة) لسبع مرات منها ثلاث مرات بالمركز الأول ..
- جائزة أفضل قصة قصيرة في ملتقى التقوى الصيفي الأول - الحديدة 1419 هــ .

## وصلات خارجية
- موقعه على الإنترنت
- صقحته على الفيس بوك  على فيسبوك.